# Пауэлл, Майкл (кинорежиссёр)
Майкл Па́уэлл (англ. Michael Powell; 30 сентября 1905, Бексбурн, графство Кент, Великобритания — 19 февраля 1990) — британский кинорежиссёр, сценарист, продюсер, снявший более 60 фильмов, наиболее значительные из которых — совместно с Эмериком Прессбургером. По названию основанной ими студии The Archers Пауэлла и Прессбургера прозвали Лучниками.

## Биография
Родился в семье фермера. В юности влюбился в кино, оставил работу в банке ради того, чтобы мести полы и разносить провизию на съёмочной площадке. Помогал Хичкоку в работе над сценариями его первых фильмов, включая «Шантаж» (1929). В 1930-е годы начинает самостоятельно снимать малобюджетные триллеры и комедии.
В 1939 году был нанят продюсером Александром Корда, который поручил ему «спасти» фильм «Шпион в чёрном», снимавшийся для двух звёзд — Конрада Фейдта и Валери Хобсон. На съёмочной площадке Пауэлл познакомился со сценаристом Эмериком Прессбургером. Вскоре оба поняли, что, будучи полными противоположностями по личностным качествам, придерживаются сходных взглядов на киноискусство и прекрасно могут сработаться. После фильмов «Контрабанда» и «49-я параллель» решили выступать на равных правах как сценаристы, продюсеры и режиссёры под именем «Лучники». Они сняли 19 фильмов, многие из которых по сей день считаются классикой британского кино: «Один из наших самолётов не вернулся», «Жизнь и смерть полковника Блимпа», «Вопрос жизни и смерти», «Чёрный нарцисс», «Красные башмачки».
В начале 1950-х гг. фильмы Лучников выходят из моды. В 1956 году творческий союз распадается. Грандиозный скандал, которым сопровождался выход новаторского фильма Пауэлла «Подглядывающий» (1960), фактически поставил крест на его кинокарьере.
Имена Пауэлла и Прессбургера помогли вернуть из забвения их голливудские поклонники — Фрэнсис Форд Коппола и Мартин Скорсезе. В 1980-е гг. в крупнейших киноинститутах были организованы ретроспективы работ Лучников. Незадолго до смерти Пауэлл успел подготовить к печати обстоятельную автобиографию.

## Значение
В списке ста лучших британских фильмов по версии Британского киноинститута Майклу Пауэллу принадлежит пять фильмов (больше — семь — лишь у Дэвида Лина). Дэйв Кер считает фильмы Лучников самыми значительными в истории английского кино. Во время масштабного опроса кинокритиков журналом Sight & Sound (2012) чаще работ Пауэлла-Прессбургера называли только фильмы Р. Брессона. Пауэлл помещён на 22-е место в списке самых выдающихся кинорежиссёров всех времён, по версии журнала Entertainment Weekly.

## Личная жизнь
С 1984 и вплоть до своей смерти в 1990 году был женат на Тельме Скунмейкер.

## Фильмография
Режиссёр
Знаком * помечены фильмы, считающиеся утерянными
- 1931 — Два часа без передышки* / англ. Two Crowded Hours
- 1932 — Мой друг король* / англ. My Friend the King
- 1932 — Тёрка* / The Rasp
- 1932 — Ринокс / англ. Rynox
- 1932 — Звёздный репортёр / The Star Reporter
- 1932 — Отель «Сплендид» / Hotel Splendide
- 1932 — C. O. D.* / C. O. D.
- 1932 — Его светлость / англ. His Lordship
- 1933 — Рождённый удачливым* / Born Lucky
- 1934 — Восставшие из огня / The Fire Raisers
- 1934 — Британский торговый флаг / Red Ensign
- 1934 — Всегда что-нибудь случается / англ. Something Always Happens
- 1935 — Девушка в толпе* / англ. The Girl in the Crowd
- 1935 — Лентяй / Lazybones
- 1935 — Проверка на любовь / The Love Test
- 1935 — Ночной праздник / англ. The Night of the Party
- 1935 — Призрачный свет / англ. The Phantom Light
- 1935 — Цена песни* / англ. The Price of a Song
- 1935 — Когда-нибудь* / Someday
- 1936 — Её последняя афера / англ. Her Last Affaire
- 1936 — Коричневый бумажник* / англ. The Brown Wallet
- 1936 — Краун против Стивенса / англ. Crown vs. Stevens
- 1936 — Человек в маске / англ. The Man Behind the Mask
- 1937 — Край света / англ. The Edge of the World
- 1939 — Смит / Smith
- 1939 — Шпион в чёрном / англ. The Spy in Black
- 1939 — У льва есть крылья / англ. The Lion Has Wings
- 1940 — Контрабанда / Contraband
- 1940 — Багдадский вор / The Thief of Bagdad
- 1941 — Письмо матери авиатора / англ. An Airman's Letter to His Mother
- 1941 — 49-я параллель / 49th Parallel
- 1942 — Один из наших самолётов не вернулся / One of Our Aircraft Is Missing[7]
- 1943 — Жизнь и смерть полковника Блимпа / англ. The Life and Death of Colonel Blimp
- 1943 — Доброволец / англ. The Volunteer
- 1944 — Кентерберийская история / англ. A Canterbury Tale
- 1945 — Я знаю, куда иду! / англ. I Know Where I'm Going!
- 1946 — Вопрос жизни и смерти (Лестница в небеса; Лестница на небо) / A Matter of Life and Death (Stairway to Heaven)
- 1947 — Чёрный нарцисс / англ. Black Narcissus
- 1948 — Красные башмачки / The Red Shoes
- 1949 — Маленькая задняя комната / англ. The Small Back Room
- 1950 — Неуловимый Первоцвет / англ. The Elusive Pimpernel
- 1950 — Унесённые на Землю / Gone to Earth
- 1951 — Сказки Гофмана / The Tales of Hoffmann
- 1955 — О… Розалинда!! / англ. Oh... Rosalinda!!
- 1955 — Ученик чародея / The Sorcerer’s Apprentice
- 1956 — Битва у Ла-Платы / The Battle of the River Plate
- 1957 — Встреча со злом при лунном свете (Ночная засада) / англ. Ill Met by Moonlight (Night Ambush)
- 1959 — Медовый месяц / Honeymoon (The Lovers of Teruel; Luna de miel)
- 1960 — Подглядывающий / Peeping Tom
- 1961 — Гвардия королевы / англ. The Queen's Guards
- 1963 — Замок герцога Синяя Борода / англ. Herzog Blaubarts Burg
- 1966 — Странная компания / They’re a Weird Mob
- 1969 — Совершеннолетие / Age of Consent
- 1972 — Мальчик, который стал жёлтым / англ. The Boy Who Turned Yellow
- 1978 — Возвращение на край света / Return to the Edge of the World

В 1983 году продюсировал фильм Эмиля Лотяну «Анна Павлова — Женщина на все времена» с Галиной Беляевой в главной роли.